# ヴィッレッタ・バッレーア
ヴィッレッタ・バッレーア（イタリア語: Villetta Barrea）は、イタリア共和国アブルッツォ州ラクイラ県にある、人口約600人の基礎自治体（コムーネ）。

## 地理

### 位置・広がり

#### 隣接コムーネ
隣接するコムーネは以下の通り。
- バッレーア
- チヴィテッラ・アルフェデーナ
- スカンノ

## 自然・環境
バッレーア湖は、ラムサール条約登録湿地である（バッレーア、イタリアのラムサール条約登録地一覧も参照）。